# Circo de Troumouse
O circo de Troumouse (em francês: cirque de Troumouse) é um circo glaciar situado na parte francesa do maciço montanhoso dos Pirenéus, na fronteira com Espanha e na comuna de Gèdre, acima da aldeia de Héas, departamento dos Altos Pirenéus e região de Midi-Pirenéus. Faz parte do Parque Nacional dos Pirenéus.
Com um diâmetro médio de 4 km, é um dos maiores circos glaciares da Europa. A base situa-se a cerca de 2 200 metros de altitude e é limitado por cumes cuja altitude varia entre 2 800 e 3 100 metros, culminando nos 3 133 m do Pic de la Munia. Devido ao clima local, o circo é desprovido de árvores ou grandes arbustos.